# Guillaume Morisset
Guillaume Morisset (ur. 3 marca 1980 w Quebecu) – kanadyjski snowboardzista. Nie startował na igrzyskach olimpijskich. Na mistrzostwach świata najlepszy wynik uzyskał na mistrzostwach w Madonna di Campiglio, gdzie zajął 8. miejsce w halfpipe’ie. Najlepsze wyniki w Pucharze Świata osiągnął w sezonie 2001/2002, kiedy to zajął 10. miejsce w klasyfikacji halfpipe’a.
W 2006 r. zakończył karierę.

## Sukcesy

### Mistrzostwa Świata
| Miejsce | Dzień       | Rok  | Miejscowość          | Konkurencja | Zwycięzca        |
| ------- | ----------- | ---- | -------------------- | ----------- | ---------------- |
| 8.      | 27 stycznia | 2001 | Madonna di Campiglio | Halfpipe    | Kim Christiansen |
| 21.     | 17 stycznia | 2003 | Kreischberg          | Halfpipe    | Markus Keller    |
| 19.     | 22 stycznia | 2005 | Whistler             | Halfpipe    | Antti Autti      |

### Puchar Świata

#### Miejsca w klasyfikacji generalnej
- 1998/1999 – 73.
- 1999/2000 – 119.
- 2000/2001 – 57.
- 2001/2002 – –
- 2003/2004 – –
- 2005/2006 – 227.

#### Miejsca na podium
1. Mont-Sainte-Anne – 31 stycznia 1999 (Halfpipe) – 1. miejsce
2. Park City – 1 marca 2001 (Halfpipe) – 2. miejsce
3. Whistler – 7 grudnia 2001 (Halfpipe) – 3. miejsce
4. Whistler – 9 grudnia 2001 (Halfpipe) – 2. miejsce